# Zopherus
Zopherus is een geslacht van kevers, en het typegeslacht van de familie somberkevers (Zopheridae).

## Soorten
Deze lijst is mogelijk niet compleet.
| - Z. aequalis - Z. angulicollis - Z. californicus - Z. caudalis - Z. championi - Z. chiliensis - Z. compactus - Z. concolor - Z. costaricensis - Z. elegans | - Z. elongatus - Z. geminatus - Z. gracilis - Z. granicollis - Z. guttulatus - Z. haldemanni - Z. incrustans - Z. induratus - Z. jansoni - Z. jourdani | - Z. laevicollis - Z. limbatus - Z. luctuosus - Z. lugubris - Z. marmoratus - Z. mexicanus - Z. mormon - Z. morosus - Z. nervosus - Z. nodulosus | - Z. opacus - Z. otiosus - Z. parvicollis - Z. prominens - Z. prudenni - Z. pudens - Z. sanctaehelenae - Z. silfverbergi - Z. solieri - Z. tristis | - Z. tuberculatus - Z. uteanus - Z. variabilis - Z. venosus - Z. ventriosus - Z. woodgatei - Z. xestus |